# Naissance d'un navire
Pour plus de détails, voir Fiche technique et Distribution.
Naissance d'un navire (Narodziny statku) est un court-métrage documentaire réalisé en 1961 par Jan Łomnicki

## Synopsis
Les derniers jours de l'assemblage d'un navire aux Chantiers navals de Gdańsk et son lancement en grande pompe.

## Fiche technique
- Genre : documentaire
- Titre original : Narodziny statku
- Titre anglais international : The Birth of a Ship
- Scénario et réalisation : Jan Łomnicki
- Directeur de production : Miroslaw Podolski
- Production : Wytwórnia Filmów Dokumentalnych (Varsovie)
- Directeur de la photographie : Jerzy Gościk
- Montage : Ludmila Niekrasowa
- Son : Zbigniew Wolski
- Tournage : aux Chantiers navals de Gdańsk et dans la ville de Gdańsk
- Durée : 9 minutes / Métrage : 250 m
- Procédé : 35 mm (positif et négatif), Noir et blanc, Son mono

## Palmarès
- Prix du court métrage au Festival International du Film de Melbourne 1962